# HIVEP2
O Fator de transcrição HIVEP2 é uma proteína que em humanos é codificada pelo gene HIVEP2.

## Função
Os membros da família ZAS, como ZAS2 (HIVEP2), são proteínas grandes que contêm um domínio ZAS, uma estrutura proteica modular que consiste em um par de dedos de zinco C2H2 com uma região rica em ácido e uma sequência rica em serina / treonina. Estas proteínas ligam-se a sequências específicas de DNA, incluindo o motivo kappa-B (GGGACTTTCC), nas regiões promotoras e intensificadoras de vários genes e vírus, incluindo o vírus da imunodeficiência humana (HIV). Os genes ZAS abrangem mais de 150 kb e contêm pelo menos 10 éxons, um dos quais é maior que 5,5 kb.